# Popowice (województwo łódzkie)
Popowice – wieś w Polsce położona w województwie łódzkim, w powiecie wieluńskim, w gminie Pątnów. Znajduje się w odległości 6 km od Wielunia w kierunku południowym.
W latach 1975–1998 miejscowość położona była w województwie sieradzkim.

## Historia
Miejscowość historycznie należy do ziemi wieluńskiej oraz pierwotnie związana była z Wielkopolską. Ma metrykę średniowieczną i istnieje co najmniej od XIII wieku. Wymieniona pierwszy raz w dokumencie zapisanym po łacinie w latach 1236-49 jako "villa filiorum Splotovic et Woyslaus", a później w 1459 jako "Popowycze" .
Miejscowość została odnotowana w historycznych dokumentach własnościowych, prawnych i podatkowych. W latach 1236-46 Jan, prepozyt z Rudy, nadał kościołowi św. Wojciecha w Rudzie wieś utożsamianą z Popowicami, którą kupił od synów Splotovica i Wojsława. W 1459 jeden z dokumentów wymienia imiennie sołtysa Popowic Bartłomieja. W 1477 arcybiskup zatwierdził ugodę sołtysów w Popowicach. W latach 1511–1518 wieś liczyła 13 łanów i znajdowała się w powiecie wieluńskim. W 1520 przynależała do parafii Kadłub. Sołtys popowicki płacił plebanowi 1,5 grzywny w ramach dziesięciny. W tym okresie była wsią kanonii kolegiaty wieluńskiej zwaną popowicką, miała 13 kmieci, siedzących na jednym lub dwóch łanach, którzy płacili z każdego łanu po 1,5 grzywny i 9 groszy, co w sumie dawało 21 grzywien. W miejscowości byli także zagrodnicy i chałupnicy. W 1552 wieś była własnością kanoników wieluńskich i gospodarowało w niej 14 kmieci, a 1,5 łana należało do sołtysa. W 1553 miejscowość liczyła 7 łany . 
W średniowieczu należała do kolegiaty rudzko-wieluńskiej. Pierwsze pisane wzmianki o niej pochodzą z XIII wieku.
Na cmentarzu przykościelnym pochowany został jeden z bohaterów powieści Gąsiorowskiego Huragan – Maciej Żubr. Mogiła nie zachowała się do dzisiejszych czasów. Akt zgonu znajduje się w księgach parafii Kadłub.
Podczas II wojny światowej Popowice zostały spalone przez żołnierzy niemieckich.

## Zabytki
Pośrodku wsi stoi drewniany kościółek filialny typu wieluńskiego pw. Wszystkich Świętych, zbudowany około 1520. 

## Przyroda
Obok kościoła rosną drzewa tak stare jak kościół: lipy o obw. 495 cm i 419 cm oraz wiąz o obw. 350 cm